# Campionati europei di atletica leggera 1950 - 5000 metri piani
I 5000 metri piani ai campionati europei di atletica leggera 1950 si sono svolti dal 24 al 26 agosto 1950.

## Podio
| Oro     | Emil Zátopek Cecoslovacchia |
| Argento | Alain Mimoun Francia        |
| Bronzo  | Gaston Reiff Belgio         |

## Risultati

### Semifinali
Passano alla finale i primi sei atleti di ogni batteria (Q).

#### Semifinale 1
| Posizione | Nome                   | Nazionalità    | Tempo   | Note             |
| --------- | ---------------------- | -------------- | ------- | ---------------- |
| 1         | Emil Zátopek           | Cecoslovacchia | 14'56"0 | Q                |
| 2         | Väinö Mäkelä           | Finlandia      | 14'56"2 | Q                |
| 3         | Lucien Theys           | Belgio         | 15'03"0 | Q                |
| 4         | Jacques Vernier        | Francia        | 15'03"6 | Q                |
| 5         | Stevan Pavlović        | Jugoslavia     | 15'06"2 | Q                |
| 6         | Bertil Karlsson        | Svezia         | 15'07"2 | Q                |
| 7         | Vasilios Mavrapostolos | Grecia         | 15'08"4 | Record nazionale |
| 8         | Kurt Rötzer            | Austria        | 15'08"4 | Record nazionale |
| 9         | Aage Poulsen           | Danimarca      | n/d     |                  |

#### Semifinale 2
| Posizione | Nome               | Nazionalità   | Tempo   | Note |
| --------- | ------------------ | ------------- | ------- | ---- |
| 1         | Hannu Posti        | Finlandia     | 14'47"2 | Q    |
| 2         | Alec Olney         | Gran Bretagna | 14'55"6 | Q    |
| 3         | Božidar Đurašković | Jugoslavia    | 15'00"6 | Q    |
| 4         | Bertil Albertsson  | Svezia        | 15'09"0 | Q    |
| 5         | Gaston Reiff       | Belgio        | 15'10"0 | Q    |
| 6         | Alain Mimoun       | Francia       | 15'11"0 | Q    |
| 7         | August Sutter      | Svizzera      | 15'13"0 |      |

### Finale
| Pos.    | Nome               | Nazionalità    | Tempo   | Note                                     |
| ------- | ------------------ | -------------- | ------- | ---------------------------------------- |
| Oro     | Emil Zátopek       | Cecoslovacchia | 14'03"0 | Record dei campionati · Record nazionale |
| Argento | Alain Mimoun       | Francia        | 14'26"0 |                                          |
| Bronzo  | Gaston Reiff       | Belgio         | 14'26"2 |                                          |
| 4       | Väinö Mäkelä       | Finlandia      | 14'30"8 |                                          |
| 5       | Hannu Posti        | Finlandia      | 14'40"8 |                                          |
| 6       | Lucien Theys       | Belgio         | 14'42"4 |                                          |
| 7       | Stevan Pavlović    | Jugoslavia     | 14'50"2 |                                          |
| 8       | Alec Olney         | Gran Bretagna  | 14'51"8 |                                          |
| 9       | Božidar Đurašković | Jugoslavia     | 14'52"4 |                                          |
| 10      | Bertil Albertsson  | Svezia         | 15'02"2 |                                          |
| 11      | Bertil Karlsson    | Svezia         | 15'09"4 |                                          |
|         | Jacques Vernier    | Francia        | dnf     |                                          |